# The Best of George Harrison
The Best of George Harrison es el primer álbum recopilatorio del músico británico George Harrison, publicado por la compañía discográfica Apple Records en noviembre de 1976. Publicado tras expirar su contrato con Apple, el álbum incluyó canciones de su etapa con The Beatles con otras de su carrera en solitario. Dicha selección de canciones causó cierta controversia, ya que subestimó los logros en solitario del músico entre 1970 y 1975, etapa durante la cual obtuvo un éxito comercial y de crítica en ocasiones superior a sus antiguos compañeros de grupo. Varios críticos musicales señalaron también que el recopilatorio no ofreció una imagen fiel de la contribución de Harrison al trabajo de The Beatles, debido a la omisión de sus composiciones con instrumentación india como «Within You Without You» o «The Inner Light». En un movimiento comercial calculado por EMI y su subsidiaria estadounidense, Capitol Records, The Best of George Harrison fue publicado de forma paralela al debut de Harrison con Dark Horse Records, Thirty Three & 1/3.
A nivel comercial, The Best of George Harrison llegó al puesto 31 de la lista estadounidense Billboard 200, y fue certificado como disco de oro en febrero de 1977. Sin embargo, el álbum no entró en la lista de discos más vendidos del Reino Unido, de forma similar a lo sucedido con el álbum Dark Horse (1974). The Best of George Harrison fue también el primer álbum de una serie de tres recopilatorios de la carrera musical de Harrison, seguido por Best of Dark Horse 1976-1989 (1989) y por el póstumo Let It Roll: Songs by George Harrison (2009). En 1990, el álbum fue reeditado en disco compacto con la portada de la edición británica, en sustitución del diseño creado por Capitol para la edición estadounidense y utilizada internacionalmente en un amplio número de países.

## Trasfondo

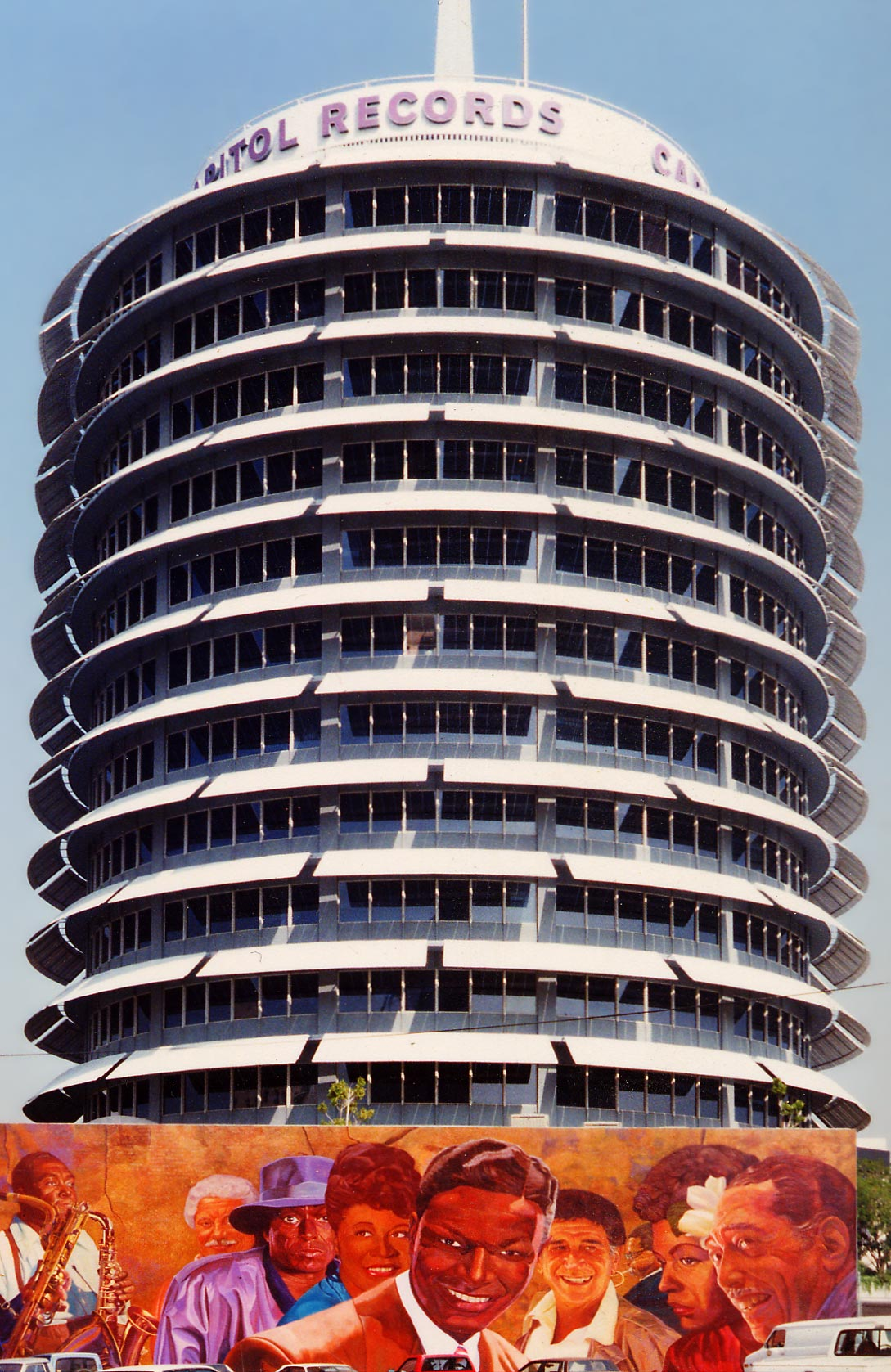
Capitol publicó The Best of George Harrison de forma casi paralela al lanzamiento de Thirty Three & 1/3, un nuevo álbum de Harrison con Dark Horse Records.

Ray Coleman, periodista de Melody Maker, comentó en diciembre de 1976 que era «de alguna manera irónico» que EMI, tras ganar «millones de libras» con los discos de The Beatles, publicase The Best of George Harrison pocos días antes del debut de Harrison en Dark Horse Records, su propia compañía discográfica. El recopilatorio fue instigado por Capitol Records, filial de EMI en los Estados Unidos y compañía con la que Harrison comenzó a mostrarse insatisfecho desde agosto de 1971 debido a la «trama avariciosa» generada sobre la publicación del álbum Concert for Bangladesh. En un último esfuerzo por forzar a Capitol a distribuir The Concert for Bangladesh a un precio inferior, con el fin de obtener fondos monetarios destinados a los refugiados de Pakistán del Este, Harrison hizo públicas las discrepancias y denunció a la compañía.
En enero de 1976, los contratos de los miembros de The Beatles con EMI expiraron, y solo Paul McCartney decidió renovar con Capitol. Desde entonces, las dos compañías discográficas se vieron libres de publicar álbumes con canciones del catálogo musical del grupo y del trabajo individual de sus miembros sin la necesidad de contar con la aprobación de los músicos. La primera publicación bajo estas condiciones, Rock 'n' Roll Music, fue un recopilatorio de The Beatles con veintiocho canciones publicadas anteriormente a lo largo de la carrera del grupo. Tanto John Lennon como Ringo Starr mostraron su insatisfacción con el recopilatorio, así como con la reversión a unas tasas de regalías anteriores a 1967 con las que los miembros del grupo obtenían ganancias inferiores. Después de que Capitol prometiese «la mayor campaña de ventas en la historia de la industria musical», Rock 'n' Roll Music se convirtió en un éxito comercial.
A finales de 1975, EMI publicó sendos recopilatorios de Lennon y Starr, titulados Shaved Fish y Blast From Your Past respectivamente. Debido a que ambos músicos eran nominalmente artistas de Apple Records, tuvieron capacidad de decisión en el contenido y el embalaje de sus recopilatorios, y en el caso particular de Lennon, participó activamente en su promoción. Shaved Fish y Blast From Your Past obtuvieron un notable éxito comercial en Norteamérica, pero sus ventas fueron inferiores a las expectativas de la empresa. En el caso de Harrison, había sufrido largas demoras entre publicación y publicación tras el éxito internacional de All Things Must Pass, debido primero a su compromiso con The Concert for Bangladesh y posteriormente a la creación de Dark Horse Records y a la producción de trabajos para Ravi Shankar y Splinter. Como resultado, Harrison completó su cupo de álbumes de estudio con Apple en otoño de 1975, con la publicación de Extra Texture (Read All About It), por lo que tuvieron que postergar la publicación de un recopilatorio hasta el año siguiente.
En la segunda mitad de 1976, y tras el éxito de Rock 'n' Roll Music y de la gira de McCartney con Wings, la nostalgia del público por The Beatles estaba en auge. Varios ejemplos de este interés mediático fueron las ofertas de promotores como Bill Sargent y Sid Bernstein para una reunión de The Beatles en un único concierto, el documental musical de 20th Century Fox All This and World War II, que incluyó canciones del grupo interpretadas por otros artistas, y una versión de «Here Comes the Sun» interpretada por Steve Harley & Cockney Rebel que llegó al puesto diez de la lista británica UK Singles Chart. Debido a ello, Capitol decidió combinar la idea de un recopilatorio de Harrison con un experimento mediante el cual canciones de The Beatles se mezclaban con sus éxitos en solitario en un solo álbum. Sin embargo, Harrison desautorizó el proyecto de inmediato.

## Selección de canciones
Para rellenar la primera cara del disco en su edición original en vinilo, Capitol eligió canciones compuestas por Harrison y publicadas por The Beatles entre 1965 y 1970, un enfoque «predecible» según el criterio de algunos periodistas. Sin embargo, el recopilatorio no incluyó canciones influidas por la música india, un género en el que Harrison comenzó a interesarse desde su asociación con Ravi Shankar y que, según varios autores, incluido el propio Shankar, el músico introdujo en la música popular occidental. En este sentido, composiciones como «The Inner Light» o «Within You Without You» fueron desplazadas en beneficio de canciones como «Taxman», que apareció meses antes en el recopilatorio de The Beatles Rock 'n' Roll Music. «While My Guitar Gently Weeps», «Here Comes the Sun» y «Something» también fueron incluidas en The Best of George Harrison, a pesar de haber sido recopiladas anteriormente en el álbum 1967-1970.
La segunda cara de la edición original en vinilo incluyó éxitos de la carrera en solitario de Harrison: «My Sweet Lord» y «What is Life», del álbum All Things Must Pass (1970), «Give Me Love (Give Me Peace on Earth)», de Living in the Material World (1973), «Dark Horse», del álbum homónimo, y «You», de Extra Texture (Read All About It) (1975). Una sexta canción de su carrera en solitario fue «Bangla Desh», publicada como sencillo en 1971.
Aparte de los beneficios económicos de reeditar canciones de la época de The Beatles, parte de la razón de Capitol para limitar la carrera en solitario de Harrison en el recopilatorio se debió al escaso impacto comercial de los recopilatorios de Lennon y Starr publicados un año antes. Otro factor influyente fue la tendencia de Harrison a limitar la publicación de sencillos: según el autor Keith Badman, el músico fue en un principio reacio a extraer un sencillo promocional de All Things Must Pass, y un segundo promo de Living in the Material World, «Don't Let Me Wait Too Long», nunca llegó a publicarse.
En noviembre de 1976, durante la promoción de su nuevo trabajo, Thirty Three & 1/3, Harrison comentó que Capitol había ignorado su sugerencia para una lista de canciones y un título alternativo para la colección. Según el músico: «Había realmente un montón de buenas canciones que podían haber usado. Canciones en solitario. Lo hicieron con Blast From Your Past de Ringo y con Shaved Fish de Lennon. [Shaved Fish] era solo Lennon. No escarbaba en los discos de los Beatles». Notables omisiones de The Best of George Harrison fueron «Isn't It a Pity», publicado como cara B del sencillo «My Sweet Lord» y número uno en Canadá, y «Ding Dong, Ding Dong», publicada como segundo sencillo de Dark Horse y con un éxito notable en algunos países de Europa. En comparación, Shaved Fish incluyó «Happy Xmas (War is Over)», «Mother» y «Woman is the Nigger of the World», sencillos que obtuvieron un discreto éxito en la lista estadounidense Billboard Hot 100. Por otra parte, Blast From Your Past incluyó «Early 1970», cara B del sencillo «It Don't Come Easy», y «I'm the Greatest», un tema nunca publicado como sencillo.

## Recepción
The Best of George Harrison fue publicado en noviembre de 1975 por Parlophone, filial de EMI, en el Reino Unido, con el número de catálogo PAS 10011, y por Capitol Records en los Estados Unidos, con número de catálogo DT 11578. En los Estados Unidos, con la publicación en paralelo de Thirty Three & 1/3 y la obtención de sus mejores resultados comerciales en años, el recopilatorio alcanzó el puesto treinta y uno en la lista Billboard 200 y fue certificado como disco de oro el 15 de febrero de 1977 tras superar el medio millón de unidades vendidas. Sin embargo, de forma similar a Blast From Your Past, el recopilatorio de Ringo Starr, The Best of George Harrison no entró en la lista de discos más vendidos del Reino Unido.
Aunque The Best of George Harrison obtuvo en general buenas reseñas, su contenido fue criticado por disminuir la significancia de la carrera en solitario de Harrison. En el libro The Beatles: An Illustrated Record, Roy Carr y Tony Tyler definieron el álbum como: «El Best of de George. Mitad Beatle, mitad canciones de Harrison. ¿Pero habrá un volumen dos?». Nicholas Schaffner, crítico de Rolling Stone y de Village Voice, comentó: «The Best of George Harrison confirma que las canciones de Harrison en la gran producción All Things Must Pass mantienen su posición junto a los siete temas destacados de The Beatles... Y el álbum es innegablemente mejor que Rock 'n' Roll Music. En Melody Maker, de forma conjunta a una reseña del disco de Paul McCartney Wings Over America, Ray Coleman escribió: «[Harrison es] un artista muy personal que siempre mantiene la compañía creativa musical; es un buen álbum, esencial para los estudiantes de Harrison que no tengan todos sus discos». Por otra parte, Michael Gross de la revista Swank reconoció «la resbaladiza estratagema de márketing» de Capitol pero admiró la música, con el «tratamiento definitivo» de encontrar «Bangla Desh» por primera vez en un álbum.
Stephen Thomas Erlewine, de Allmusic, comentó sobre la elección de canciones: «Todo esto se debe a una cuestión de tiempo y circunstancia: Harrison necesitaba tener una colección de grandes éxitos en 1976, pero no tenía suficientes éxitos para rellenar trece pistas, por lo que The Beatles fueron traídos para rellenar los huecos. El resultado podría ser un poco decepcionante en retrospectiva, pero es innegablemente entretenido». Elliot Huntley, biógrafo de Harrison, comentó sobre el contenido del álbum: «¿Habían olvidado EMI [y Capitol] las grandes canciones de All Things Must Pass?». Según Huntley, la inclusión de material de The Beatles fue «una humillación pública completamente innecesaria» para Harrison y «dio la impresión de que las carreras en solitario de Starr y Lennon hasta finales de 1975 habían sido más exitosas que la suya, cuando en realidad, la situación era la opuesta». Huntley también comentó que las compañías discográficas deberían haber publicado un recopilatorio dedicado a las canciones de Harrison con The Beatles, una colección que habría «certificado cómo el talento de Harrison era subestimado» con su antigua banda. Por otra parte, Robert Rodríguez, en su libro Fab Four FAQ 2.0, se lamentó del intento de EMI y Capitol por humillar a Harrison con un recopilatorio que no reflejaba su posición como el ex-Beatle más consumado entre 1970 y 1973. El autor describió los esfuerzos de la compañía para «sabotear» la racha de Thirty Three & 1/3 en las listas de éxitos como «un toque final digno de Allen Klein».
A pesar del lanzamiento de Let It Roll: Songs by George Harrison (2009) y de la reedición de Concert for Bangladesh (2005), The Best of George Harrison es la única publicación oficial de la carrera de Harrison en incluir el sencillo benéfico «Bangla Desh». No obstante, la canción fue publicada como tema extra de The Concert for Bangladesh de forma exclusiva en la tienda iTunes en julio de 2011.

## Diseño de portada
Las versiones británica y estadounidense de The Best of George Harrison fueron publicadas con diferentes portadas. En los Estados Unidos y Canadá, la portada y la contraportada fueron diseñadas por Roy Kohara, responsable del diseño de Extra Texture (Read All About It) y de los recopilatorios de Lennon y Starr Shaved Fish y Blast From Your Past e incluyó pequeñas imágenes de Harrison en blanco y negro sobre una imagen del cosmos. Robert Rodríguez describió el diseño como «extraño» y señaló el uso de una imagen «anticuada y bastante agria» de Harrison.
La edición británica, posteriormente utilizada en la reedición internacional en formato CD, incluyó una fotografía en color de Harrison, tomada por Bob Cato, en la que el músico está sentado delante de un coche antiguo. La funda interior del vinilo en la edición británica incluyó también un retrato de Michael Putland con Harrison sentado en una playa de Cannes, donde visitó el Mercado Internacional del Disco y de la Edición Musical (MIDEM). Una tercera portada fue utilizada en la reedición de The Best of George Harrison bajo el sello Music for Pleasure a mediados de la década de 1980, que reprodujo el retrato incluido en el álbum de The Beatles White Album (1968).

## Lista de canciones
Todas las canciones escritas y compuestas por George Harrison. 
| Cara A |                                                        |               |          |  |
| N.º    | Título                                                 | Productor(es) | Duración |  |
| 1.     | «Something» (del álbum Abbey Road)                     | George Martin | 3:01     |  |
| 2.     | «If I Needed Someone» (del álbum Rubber Soul)          | George Martin | 2:22     |  |
| 3.     | «Here Comes the Sun» (del álbum Abbey Road)            | George Martin | 3:05     |  |
| 4.     | «Taxman» (del álbum Revolver)                          | George Martin | 2:37     |  |
| 5.     | «Think for Yourself» (del álbum Rubber Soul)           | George Martin | 2:18     |  |
| 6.     | «For You Blue» (del álbum Let It Be)                   | Phil Spector  | 2:31     |  |
| 7.     | «While My Guitar Gently Weeps» (del álbum The Beatles) | George Martin | 4:45     |  |
| 20:39  |                                                        |               |          |  |

| Cara B |                                                                                  |                               |          |  |
| N.º    | Título                                                                           | Productor(es)                 | Duración |  |
| 1.     | «My Sweet Lord» (del álbum All Things Must Pass)                                 | George Harrison, Phil Spector | 4:38     |  |
| 2.     | «Give Me Love (Give Me Peace on Earth)» (del álbum Living in the Material World) | George Harrison               | 3:35     |  |
| 3.     | «You» (del álbum Extra Texture (Read All About It))                              | George Harrison               | 3:41     |  |
| 4.     | «Bangla Desh» (sencillo)                                                         | George Harrison, Phil Spector | 3:57     |  |
| 5.     | «Dark Horse» (del álbum Dark Horse)                                              | George Harrison               | 3:53     |  |
| 6.     | «What is Life» (del álbum All Things Must Pass)                                  | George Harrison, Phil Spector | 4:17     |  |
| 24:01  |                                                                                  |                               |          |  |

## Posición en listas
| País           | Lista             | Posición |
| -------------- | ----------------- | -------- |
| Australia      | ARIA Albums Chart | 59       |
| Austria        | Ö3 Austria Top 40 | 25       |
| Canadá         | RPM Albums Chart  | 50       |
| Estados Unidos | Billboard 200     | 31       |
| Japón          | Oricon LP Chart   | 51       |

## Certificaciones
| Fecha                 | País           | Organismo certificador | Certificación | Ventas certificadas |
| --------------------- | -------------- | ---------------------- | ------------- | ------------------- |
| 15 de febrero de 1977 | Estados Unidos | RIAA                   | Oro           | 500 000             |
| 22 de julio de 2013   | Reino Unido    | BPI                    | Plata         | 60 000              |